# Калитинская волость
Калитинская во́лость — волость в составе Каргопольского уезда Олонецкой губернии.

## Общие сведения
Волостное правление располагалось в селении Большекондратовская (Кузьмина).
В состав волости входили сельские общества, включающие 32 деревни:
- Замошское общество
- Ковежское общество
- Нокольское общество
- Ольгское общество

На 1890 год численность населения волости составляла 3133 человека.
На 1905 год численность населения волости составляла 3631 человек. В волости насчитывалось 533 лошади, 842 коровы и 1763 головы прочего скота.
В ходе реформы административно-территориального деления СССР в 1927 году волость была упразднена.
В настоящее время территория Калитинской волости относится в основном к Каргопольскому району Архангельской области.